# مناقشه لتیسیا
مناقشه لتیسیا جنگی کوتاه‌مدت بین کلمبیا و پرو بر سر سرزمین‌هایی در جنگل‌های آمازون بود که با حکمیت جامعه ملل سرزمین مورد مناقشه بین دو کشور تقسیم شد.

## پیش‌زمینه
در اوایل قرن بیستم مناقشات مرزی متعدد بین دو کشور کلمبیا و پرو وجود داشت و در ۱۹۲۲، دو کشور معاهده سالومون-لوزانو را با هدف حل این مناقشات امضا کردند.
به عنوان بخشی از این معاهده، شهر مرزی لتیسیا و مناطق مجاورش از پرو جدا و به کلمبیا داده شد تا این کشور به رود آمازون دسترسی داشته باشد.

## درگیری نظامی
در ۱ سپتامبر ۱۹۳۲، رهبران تجاری صنایع شکر و کائوچوی پرو، که در اثر این معاهده ضرر مالی دیده بودند، حمله‌ای به شهر لتیسیا سامان دادند و این شهر را تصرف کردند.
در ابتدا دولت پرو این تصرف را به رسمیت نشناخت، ولی رئیس‌جمهور پرو لوئیز میگوئل سانچز سرو تصمیم گرفت از بازگشت شهر به کلمبیا جلوگیری کند. ارتش پرو لتیسیا را تصرف کرد و بین دو کشور درگیری نظامی پیش آمد.

## پایان خصومت

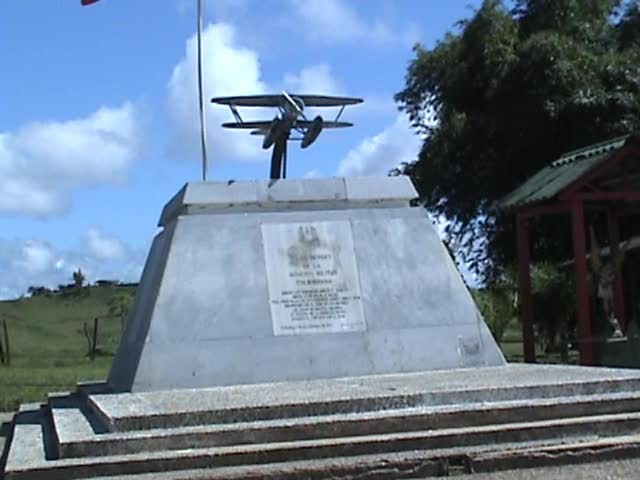
یادبود مناقشه لتیسیا

پس از ماه‌ها مذاکرات دیپلماتیک، دو دولت حکمیت جامعهٔ ملل را پذیرفتند و نمایندگانشان در مقابل شورای اجرایی جامعه حاضر شدند. طرفین در مه ۱۹۳۳ قرارداد صلح موقتی را امضا کردند که در آن کنترل منطقهٔ مورد مناقشه تا پایان مذاکرات دوطرفه به جامعه ملل سپرده می‌شد.
در مه ۱۹۳۴، قراداد نهایی امضا شد که بنا بر آن لتیسیا به کلمبیا بازگردانده شد و پرو به‌خاطر حملهٔ ۱۹۳۲ از این کشور عذرخواهی کرد. همچنین دو کشور متعهد شدند که مناطق مجاور لتیسیا از نیروهای نظامی خالی کنند، تردد آزاد را بر رود پوتوماجو تضمین کنند، و بر قرار عدم تجاوز بین دو کشور تأیید کردند.